# Dyslalie
 Mise en garde médicale
La dyslalie est un trouble de la communication caractérisé par des difficultés d'articulation dues à des malformations physiques. Le discours et la syntaxe sont tout à fait valides. La dyslalie peut être d'origine fonctionnelle ou organique.

## Origine fonctionnelle

### Dyslalie infantile
Les dyslalies infantiles sont les plus fréquemment rencontrées. Le jeune enfant, âgé de moins de quatre ans, connaît beaucoup de problèmes d'articulation, surtout sur les phonèmes difficiles. Cependant, avant cet âge, ces dyslalies sont dites physiologiques puisqu'elles font partie du processus d'apprentissage du langage. Toutefois, la dyslalie est généralement considérée comme pathologique si l'enfant âgé de plus de quatre ans continue à avoir des problèmes d'articulation. Il est nécessaire de rééduquer les points d'articulation au plus vite, pour éviter que la dyslalie n'entraîne des problèmes d'apprentissage de la lecture.
Les confusions se font généralement sur les voyelles nasales, et sur les consonnes constrictives (il est alors question de sigmatisme).
Le sigmatisme est la mauvaise articulation des consonnes constrictives. C'est un des troubles dyslaliques les plus fréquents chez l'enfant, puisque ce type de phonèmes nécessite une précision très importante de l'articulation. Le sigmatisme intervenant sur les consonnes constrictives peut avoir plusieurs appellations, suivant son origine :
- Le sigmatisme nasal est dû à un positionnement de la langue qui rend impossible le passage de l'air par la cavité buccale ;
- Le sigmatisme dorsal est également dû à un soulèvement de la langue excessif ;
- Le sigmatisme occlusif est le remplacement systématique de toute consonne constrictive par la consonne occlusive dont le point d'articulation est le plus proche.

Les sigmatismes survenant sur des consonnes occlusives peuvent avoir des origines différentes : une anomalie des points d'articulation, qui entraîne souvent la confusion entre consonnes sourdes et sonores ; un mécanisme laryngé inutilisé dans certains phonèmes sonores. Ce genre de sigmatismes est fréquent chez l'enfant sourd.

## Bégaiement
Le bégaiement est considéré ou a été considéré comme faisant partie des dyslalies par certains phoniatres, qui lient donc le bégaiement à « un trouble moteur de l'articulation ». Selon eux, le bégaiement, à lui seul, représenterait environ la moitié des cas de dyslalies[réf. nécessaire]. Ce lien est remis en cause par des  études plus récentes sur le bégaiement.

## Susseyement
Le susseyement, zézayement ou zézaiement, familièrement le zozotement, est un trouble de la parole affectant notamment la prononciation des « s ». Ce vice de prononciation consiste à dire [s] à la place de [ ʃ ] et [z] à la place de [ ʒ] (par exemple « pizon » pour pigeon, « sien » pour chien, etc.), et/ou [ð] à la place de [z] et [θ] à la place de [s].
Ce terme apparaît ainsi dans les Mémoires de l'actrice Mademoiselle Clairon, où elle indique que « ce mot […] n'est guère connu que dans les coulisses. » On dit aussi d'une personne qui zozote qu'elle a « un cheveu sur la langue ».

## Dyslalies d'origine organique
Les infirmes moteurs cérébraux sont parfois sujets aux dyslalies. Celles-ci proviennent des difficultés musculaires de l'articulation. Si la concentration n'est pas suffisante, le discours peut être très brouillon, avec des sauts d'intonation. En adoptant un rythme plus lent et une concentration plus grande, le sujet peut arriver à tenir un discours très intelligible.
Le timbre de la voix de l'IMC est généralement rauque, avec une tonalité décalée vers les sons aigus.
L'IMC a souvent beaucoup de mal à tenir une tension importante des cordes vocales, car celles-ci sont parcourues de spasmes incomplets. Pour faciliter la prononciation, le sujet peut avoir tendance à ajouter des voyelles ou des consonnes devant les mots, rendant l'articulation plus aisée. Certains phonèmes difficiles à prononcer tendent à être omis.
Les malformations labiales ne gênent généralement pas l'articulation dans des proportions très importantes. Elles sont souvent compensées par un positionnement différent des organes. Les phonèmes touchés seront ceux qui font intervenir un contact bilabial ou labio-dental.
Ces malformations peuvent être constatées après une chirurgie, créant une encoche qui peut être plus ou moins latéralisée.
La langue est un organe essentiel de la phonation. Sa grande mobilité est à l'origine de la production d'un grand nombre de sons. Certaines anomalies de la langue n'ont que très peu de conséquences sur l'articulation. C'est le cas de :
- la division de la pointe de la langue ;
- la brièveté du frein, qui est très facilement opéré ;
- les kystes sur la langue ou le plancher buccal.

Sont bien plus handicapantes certaines anomalies physiques particulières, comme la macroglossie, typique des sujets atteints de trisomie 21, qui peuvent aussi avoir quelques problèmes cognitifs quant au langage. Dans ce cas, la langue est de taille trop grande pour la cavité buccale, gênant beaucoup l'articulation, en laissant parfois croire à tort à une présence plus significative de difficultés intellectuelles, et les brûlures sont importantes, notamment les brûlures électriques.
La forme du palais joue sur le timbre de la voix. Si celui-ci est trop profond, et/ou s'il est trop bas (phénomène quelque peu équivalent à la macroglossie), la voix est modifiée et l'articulation peut être rendue plus difficile.
Les fentes palatines ont évidemment de lourdes répercussions sur l'articulation. Cette malformation d'origine embryonnaire fait communiquer les fosses nasales et la cavité buccale par une brèche dans le palais. Ces fentes nécessitent rapidement une à plusieurs interventions chirurgicales, car elles posent des problèmes de nutrition. C'est la modification chirurgicale qui décidera de l'apparition, le moment venu, de dyslalies avec le développement de la parole. Suivant son degré de réussite, les séquelles sur l'articulation seront plus ou moins importantes.
Les malformations du voile du palais sont généralement des insuffisances vélaires. Le voile est trop court, ou le cavum est trop profond, ce qui a tendance à révéler un nasonnement, et une rhinolalie ouverte. La rhinolalie ouverte est caractérisée par une déperdition importante de l'énergie vocale dans les fosses nasales, pour les phonèmes qui n'empruntent normalement pas ces voies. Il en résulte une voix de faible intensité. La rhinolalie fermée est assez caractéristique. La voix qui en résulte donne l'impression de nez bouché.